# Сикулиана
Сикулиа̀на (на италиански и на сицилиански Siculiana) е малко градче и община в Южна Италия, провинция Агридженто, автономен регион и остров Сицилия. Разположено е на 120 m надморска височина. Населението на общината е 4587 души (към 2010 г.).